# تشيتشستر
تشيتشستر (بالإنجليزية :Chichester)هي مدينة كاتدرائية في مقاطعة غرب ساسكس، في إقليم جنوب شرق انكلترا .

## توأمة
لتشيتشستر اتفاقيات توأمة مع كل من:
- رافينا
- فورلي
- شارتر

## أعلام
- تيموثي بيك
- فيك بوكنغهام
- إدوارد هاردويك
- إد سبيليرز
- كيث ميشل
- توم أوديل
- باتريك مور
- إدوارد تيتشنر
- مارجريت ليتون
- أنيتا روديك
- أدريان نوبل